# Kajgana (Gerzence)
Kajgana falu Horvátországban Belovár-Bilogora megyében. Közigazgatásilag Gerzencéhez tartozik.

## Fekvése
Belovártól légvonalban 36, közúton 47 km-re délkeletre, községközpontjától 2 km-re északkeletre, a Monoszlói-hegység keleti lejtői alatt, az Ilova folyó jobb partján, a Kajgana-patak torkolatánál, Gerzence és Tomašica között fekszik.

## Története
A térséget a 16. század közepén szállta meg a török. A lakosság legnagyobb része az ország biztonságosabb részeire menekült, másokat rabságba hurcoltak. Ezután ez a vidék mintegy száz évre lakatlanná vált. A török uralom után a területre a 17. századtól folyamatosan telepítették be a keresztény lakosságot. A település 1774-ben az első katonai felmérés térképén a falu „Dorf Kaygana” néven szerepel. A település a Horvát határőrvidék részeként a Kőrösi ezredhez tartozott.
Lipszky János 1808-ban Budán kiadott repertóriumában „Kajgana” néven találjuk.  
Nagy Lajos 1829-ben kiadott művében ugyancsak „Kaigana” néven 82 házzal, 416 katolikus vallású lakossal találjuk.
A katonai közigazgatás megszüntetése után Magyar Királyságon belül Horvátország része, Belovár-Kőrös vármegye Garesnicai járásának része lett. A településnek 1857-ben 451, 1910-ben 546 lakosa volt. Az 1910-es népszámlálás szerint lakosságának 99%-a horvát anyanyelvű volt. 1918-ban az új szerb-horvát-szlovén állam, majd később Jugoszlávia része lett. 1941 és 1945 között a németbarát Független Horvát Államhoz, majd a háború után a szocialista Jugoszláviához tartozott. A háború után a fiatalok elvándorlása miatt lakossága folyamatosan csökkent. 1991-től a független Horvátország része. 1991-ben lakosságának 96%-a horvát volt. 2011-ben a településnek 271 lakosa volt.

## Lakossága
| Lakosság változása | Lakosság változása | Lakosság változása | Lakosság változása | Lakosság változása | Lakosság változása | Lakosság változása | Lakosság változása | Lakosság változása | Lakosság változása | Lakosság változása | Lakosság változása | Lakosság változása | Lakosság változása | Lakosság változása | Lakosság változása |
| ------------------ | ------------------ | ------------------ | ------------------ | ------------------ | ------------------ | ------------------ | ------------------ | ------------------ | ------------------ | ------------------ | ------------------ | ------------------ | ------------------ | ------------------ | ------------------ |
| 1857               | 1869               | 1880               | 1890               | 1900               | 1910               | 1921               | 1931               | 1948               | 1953               | 1961               | 1971               | 1981               | 1991               | 2001               | 2011               |
| 451                | 440                | 451                | 510                | 561                | 546                | 521                | 508                | 460                | 438                | 429                | 359                | 329                | 328                | 302                | 271                |

## Nevezetességei
Keresztelő Szent János tiszteletére szentelt kápolnája.